# Tom Slingsby
Tom Slingsby (Sydney, 5 september 1984) is een Australisch zeiler uit New South Wales. Hij werd olympisch kampioen, vijfmaal wereldkampioen en tweemaal Europees kampioen. Hij nam tweemaal deel aan de Olympische Spelen en won hierbij in totaal één medaille.

## Carrière
Hij begon op 6-jarige leeftijd met zeilen en doet sinds zijn achtste wedstrijden. In 2007 won Slingsby zijn eerste Laserboot-wereldkampioenschappen. Tijdens de Olympische Zomerspelen 2008 behaalde hij de 23e positie in de Laserklasse. Twee jaar later won hij wederom de Laserboot-wereldkampioenschappen in Hayling Island, Verenigd Koninkrijk. Hij werd ook benoemd tot ISAF World Sailor of *the Year. Ook de daaropvolgende twee jaren won hij kampioenschappen: De Laser ISAF World Sailing Championships in Fremantle, Australië (2011) en de Laserboot-wereldkampioenschap in Boltenhagen, Duitsland (2012).
In 2012 won Slinsby een gouden medaille op de Olympische Zomerspelen 2012 in Londen in de  laserklasse. Hij bleef in het eindklassement de Cyprioot Pavlos Kontides en de Zweed Rasmus Mygren voor.

## Titels
- Olympisch kampioen Laser - 2012
- Wereldkampioen Laser dinghy - 2007, 2008, 2010, 2011, 2012
- Europees kampioen - 2007, 2008

## Onderscheidingen
- ISAF World Sailor of the Year - 2010

## Palmares

### OS
- 2008: 22e Peking
- 2012:  Londen

### WK
- 2001: 98e Cork
- 2002: 43e Cape
- 2003: 32e Cadiz
- 2004: 7e Bitez
- 2006:  Jeju
- 2007:  Cascais
- 2008:  Terrigal
- 2009: 17e Halifax
- 2010:  Hayling Island
- 2011:  Perth
- 2012:  Boltenhagen

### EK
- 2004:  Warnemunder
- 2005: 5e Cartegena
- 2006: 20e Gydnia
- 2007:  Hyeres
- 2008:  Nieuwpoort
- 2009:  Landskrona
- 2010:  Tallinn

1996: Robert Scheidt ·
2000: Ben Ainslie ·
2004: Robert Scheidt ·
2008: Paul Goodison ·
2012: Tom Slingsby ·
2016: Tom Burton ·
2020: Matthew Wearn ·
2024: Matthew Wearn